# 시각적 비교
시각적 비교는 둘 이상의 것을 눈으로 비교하는 것이다. 이것은 나란히 배치하거나, 두 물체를 겹쳐서 보거나, 또는 이미지를 번갈아 보아서 수행할 수 있다.
이같은 비교들은 아동에게 측정 장치에 대한 이해로 이동하기 전에 기하학과 측정에 대한 발달의 첫단계이다.
자신의 눈알의 시차에 대한 충분한 제어를 가진 사람들은 두 종이 출력물을 잘 비교할 수 있다. 이 기능은 깊고 빠르며, 웻웨어를 호출하고 차이는 거의 즉시 두드러진다. 이 기술은 그래픽 이미지에서 편집을 찾거나 압축 된 버전과 이미지를 비교하여 유물을 발견하는 데에 유용하다.
표준적인 차트 또는 참조와의 시각적 비교는 종종 날씨, 바다 상태 또는 강의 거칠기와 같은 복잡한 현상을 측정하는 수단으로 사용된다. 컬러 차트는 화학, 화장품, 의료 테스트 및 사진술과 같은 여러 상황에서 사용되기도 한다.
눈에 의한 비교는 차이점을 발견하는 퍼즐에서와 같이 오락 또는 지능 테스트의 도구로 사용될 수도 있다.
수사학에서 이 기술은 지문 및 범인식별절차에 사용된다.

## 컴퓨터 분야
시각적 비교는 안구 검색을 통해 두 파일 간의 차이점을 찾는다. 광학 차이라는 용어도 쓰인 바 있으며, 두 개의 거의 동일한 인쇄물을 서로 겹쳐 놓고 차이를 발견하기 위해 빛을 고정시키는 작업에 사용되는 경우도 있다. 이 방법은 뒤쪽 파일의 누락을 검출할 때는 쓸 수 없지만, 그래픽의 출력물로는 사용할 수 있는데 이는 Diff 프로그램이 만들 수 있기도 하다.

## 같이 보기
- 보퍼트 풍력 계급
- 반짝 비교정
- Diff 프로그램